# Данченко Олександра Степанівна
Олекса́ндра Степа́нівна Да́нченко (нар. 23 вересня 1930, Київ) — українська мистецтвознавиця, кандидат мистецтвознавства з 1969 року, майстриня художньої кераміки; членкиня Спілки радянських художників України з 1971 року.

## Біографія
Народилася 23 вересня 1930 року в місті Києві. Дочка лікарки-рентгенологині Валентини Федорівни та одного з авторів "Київського некрополя" Степана Даниленка (1901-1982). 
Упродовж 1948—1954 років навчалася у Київському університеті. 1968 року закінчила аспірантуру при відділі образотворчого мистецтва Інституту мистецтвознавства, фольклору та етнографії імені Максима Рильського Академії наук УРСР. 1969 року захистила кандидатську дисертацію на тему «Народна кераміка Наддніпрянщини».
Працювала у Києві у Музеї українського народного декоративного мистецтва, видавництві Української радянської енциклопедії, Науково-дослідницькому інституті теорії та історії архітектури і містобудування.
З 1974 року на творчій роботі. Живе в Києві, в будинку на провулку Івана Мар'яненка, № 14, квартира 20. Дружина графіка Олександра Данченка, мати художника Миколи Данченка.

## Дослідження і творчість
Працювала в галузі мистецтвознавства (досліджувала українське народне мистецтво), художньої критики, декоративно-ужиткового мистецтва (кераміка). Серед робіт:
- «Народна кераміка Наддніпрянщини» (Київ, 1969; монографія);
- «Народна кераміка Середнього Придніпров'я» (Київ, 1974);
- «Невмируще джерело: Бесіди про українське народне мистецтво» (Київ, 1975);
- «Українське народне мистецтво» (Львів, 1981);
- «Народні майстри» (Київ, 1982).

Авторка статей у журналах:
- «Мистецтво» (1964—1966);
- «Народна творчість та етнографія» (1964, 1966, 1967);
- «Дніпро» (1964—1965);
- «Декоративное искусство народов СССР» (1964—1966).

Уклала альбоми:
- «Українське народне мистецтво» (англійською, німецькою, французькою мовами — Львів, 1982);
- «Олександр Ганжа» (Київ, 1982).

Брала участь у колективній праці «Державний музей українського декоративного мистецтва УРСР» (Київ, 1968).
Учасниця республіканських виставок з 1964 року.
Створила керамічні жіночі прикраси у стилістиці регіонів України.